# Altaïens
Cet article concerne le peuple altaïen. Pour la langue altaïenne, voir Altaï (langue).
Les Altaïens sont un peuple turc de Sibérie. Ils vivent principalement dans la république de l'Altaï (Haut-Altaï), et dans une bien moindre mesure dans les régions avoisinantes du kraï de l'Altaï, de Touva et de Mongolie. Ils étaient 74 238 en Russie en 2010, et 78 125 en 2021.

## Divisions ethniques
Les Altaïs sont représentés par deux groupes ethnographiques ,:
- Les Altaïens du Sud, qui parlent la langue de l'Altaï du Sud avec ses dialectes, comprennent les Altaï-Kizhi, les Téléoutes et les Télenguites. Les Telesy étaient auparavant inclus mais sont désormais assimilés aux Télenguites.
- Les Altaïens du Nord, qui parlent la langue et les dialectes du nord de l'Altaï, comprennent les Tchelkanes, les Koumandines et les Toubalars (Tuba-Kizhi).

Les Altaïens du Nord et du Sud se sont formés dans la région de l'Altaï sur la base des tribus des Kimek-Kipchaks.

## Histoire

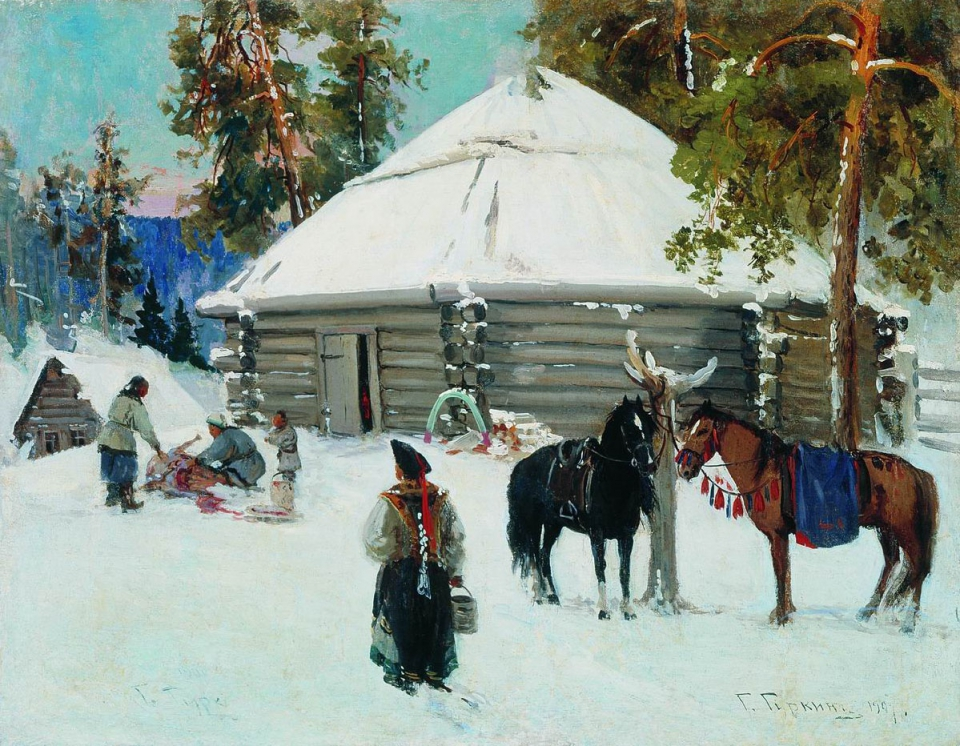
Les Altaïens de Grigory Gurkin (1907).

À partir du Ve siècle av. J.-C., les peuples turcs s'installent dans l'Altaï et commencent à se mélanger aux populations locales. La région tomba ensuite dans la sphère d'influence des Xiongnu, du Khaganat Rouran, du Khaganat turc, de le Khaganat ouïgour et des Khaganat kirghize du Ienisseï. Au cours de ces périodes, la population locale de la région s'est turcisée culturellement et linguistiquement.
Du XIIIe au XVIIIe siècle, les Altaïens sont dominé politiquement et culturellement par les Mongols. L'origine des Altaïens du sud peut être retracée au cours de cette période à partir du résultat du mélange des tribus Kipchak et mongoles. Pendant ce temps, les Altaïens du Nord sont le résultat de la fusion de tribus turques avec les Samoyèdes, les Kètes et d'autres groupes sibériens.
Les Altaïs sont annexés par les Quatre oïrats des Mongols occidentaux au XVIe siècle. Les Mongols les appelaient "Telengid" ou "Telengid aimag" à l'époque de la dynastie Yuan du Nord, la région étant connue sous le nom de province de Telengid. Après la chute du khanat dzoungar au XVIIIe siècle, les Altaïens furent soumis par la dynastie Qing, qui les appelait Altan Nuur Uriyangkhai.
Les Altaïens entrent en contact avec les Russes au XVIIIe siècle. À l'époque tsariste, l'Altaï était connu sous le nom d'oirot ou oyrot (ce nom signifie Oïrats et sera plus tard repris pour l'oblast autonome d'Oyrot).
Avant 1917, l'Altaï était considéré comme composé de nombreux groupes ethniques différents.
Avec la montée de la révolution de 1917, l'Altaï a tenté de faire de sa région en 1918 une république burkhaniste distincte appelée la République confédérée de l'Altaï (région du Karakorum-Altaï). Leur soutien aux mencheviks pendant la guerre civile a conduit à l'effondrement de la république après la victoire bolchevique et l'avènement ultérieur de Joseph Staline. Dans les années 1940, pendant la Seconde Guerre mondiale et alors qu’il dirigeait de nombreuses purges, son gouvernement accusait les Altaïens d’être pro-japonais. Le mot « oyrot » a été déclaré contre-révolutionnaire. En 1950, les politiques d'industrialisation soviétiques et le développement de cette région ont entraîné une migration considérable de Russes vers cette république, réduisant la proportion d'Altaïens dans la population totale de 50 % à 20 %. Au début du XXIe siècle, les Altaïens de souche représentent environ 31 % de la population de la République de l'Altaï.

## Culture

### Mode de vie traditionnelle
Les Altaïens du Sud sont traditionnellement des éleveurs nomades ou semi-nomades. Ils élevaient des chevaux, des chèvres, des moutons et du bétail. Les Altaïens du Nord se livrent principalement à la chasse comme principale forme de subsistance. Leurs principales proies étaient les animaux de la taïga (forêts boréales). Cependant, certains Altaïs se livraient également à l'agriculture, à la cueillette et à la pêche,.

### Cuisine
La cuisine altaïenne se compose de soupes de viande de cheval ou de mouton. Les plats à base de géomyidés, de blaireau, de marmotte, de lait fermenté, de crème (de lait bouilli), de boudin, de beurre, de farine d'orge frite et de certains légumes sont également des plats de base de la cuisine altaïenne. Les boissons populaires incluent l'aryki (alcool fort à base de Koumis),.

### Religion

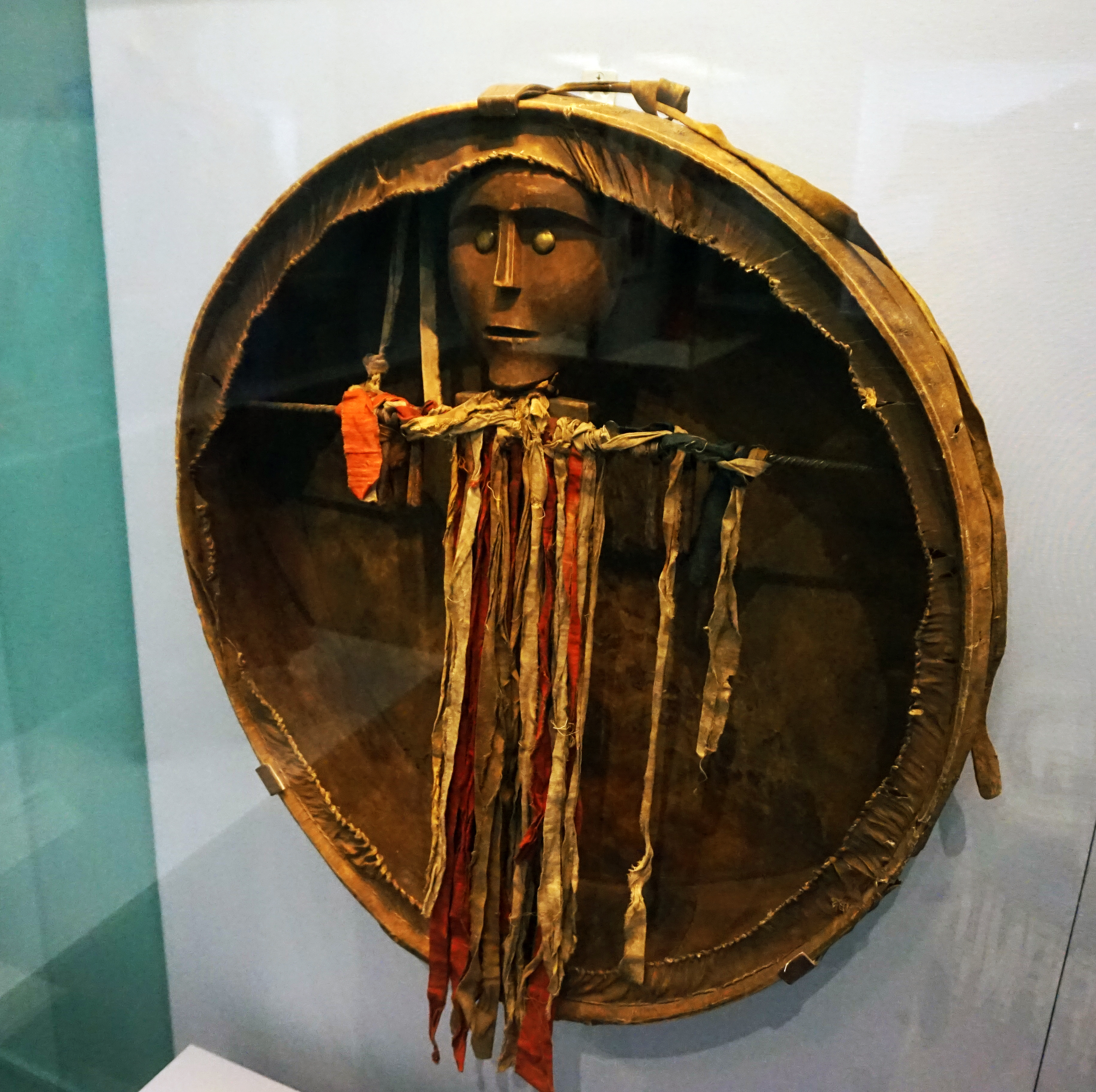
Tambour chamanique de l'Altaï.

Récemment, le bourkhanisme et le shamanisme ont connu un renouveau dans la région de l'Altaï, particulièrement populaire parmi la jeunesse altaïenne. Selon des études statistiques récentes, jusqu'à 70 % ou 86 % (données de l'Institut national de recherche en études altaïques) des Altaïens continuent de professer la « foi de l'Altaï » : le bourkhanisme, le shamanisme et d'autres cultes spirituels indigènes.
On note aussi qu'une part importante des Altaïens se sont convertis au christianisme orthodoxe et plus rarement au christianisme évangélique et au bouddhisme tibétain.

### Filmographie
- Nomades de l'Altai, film de Claude Collin Delavaud, Collin Delavaud prod., 2011, 38 min 29 s